# Klášter trinitářů (Praha)
Klášter trinitářů (klášter řádu Nejsvětější Trojice pro vykupování zajatců, či též  řeholní dům u Nejsvětější Trojice ) na Novém Městě je někdejší konvent řádu trinitářů při kostele Nejsvětější Trojice, který je chráněn jako kulturní památka..

## Historie

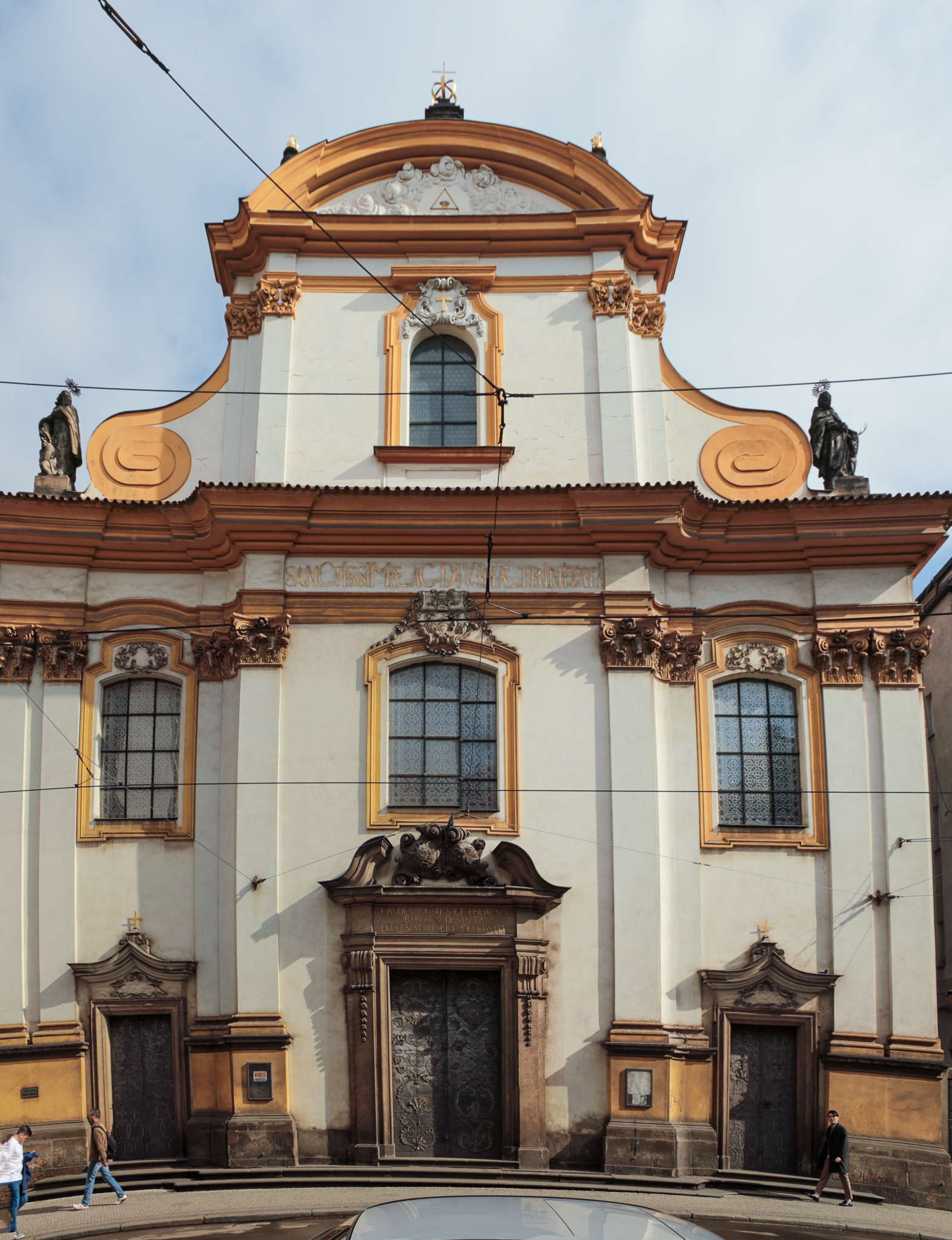
Průčelí kostela Nejsvětější Trojice

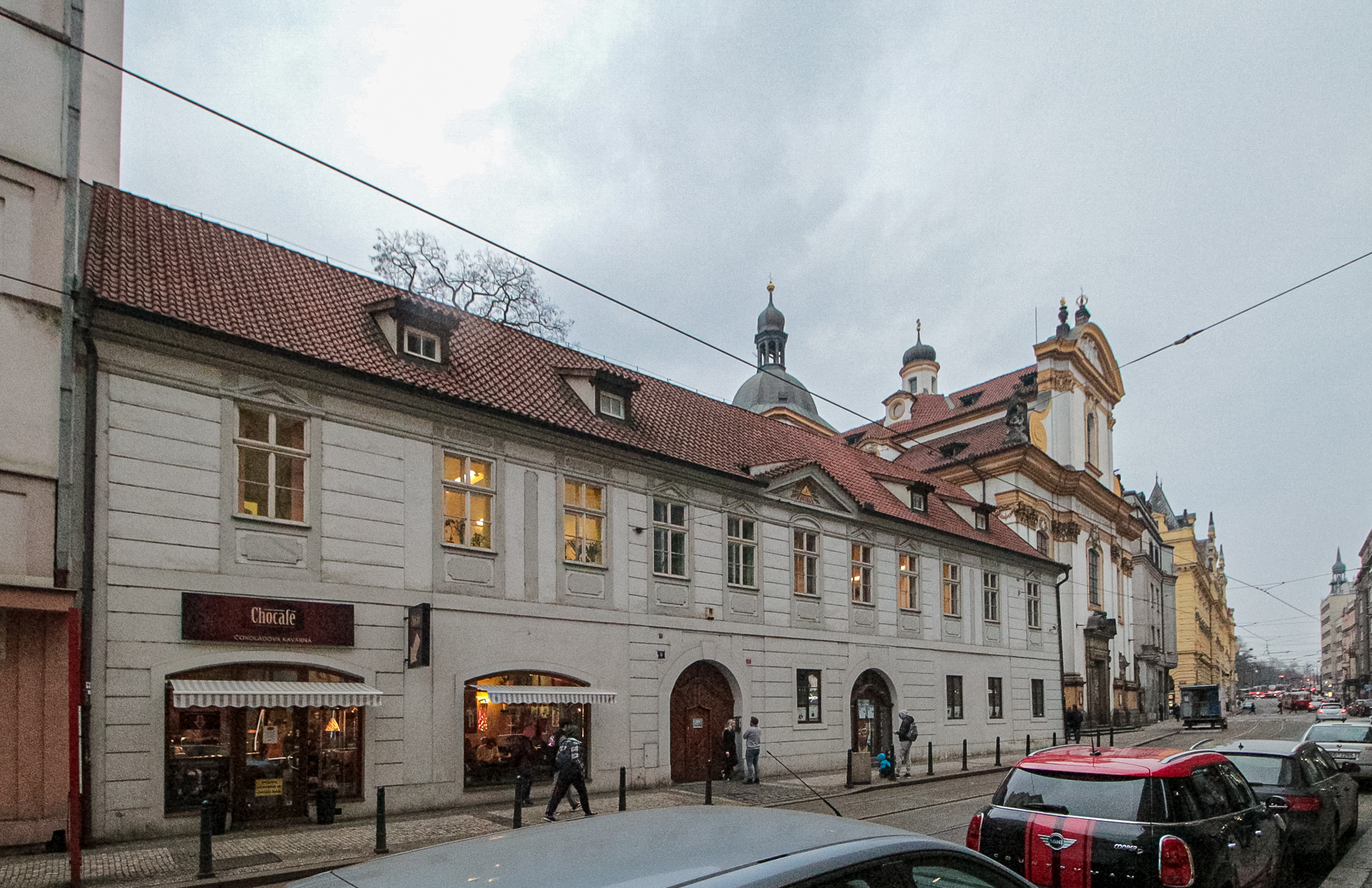
Farní budova a kostel Nejsvětější Trojice

Pražský klášter trinitářů byl poměrně mladý a existoval jen krátce. Původně měli trinitáři svůj první konvent v nedalekých Slupech. V roce 1708 se však baron Jan Ignác Dominik Putz z Alderthurnu, nejvyšší mincmistr Království českého a mecenáš umění, rozhodl založit klášter nový, pro který s manželkou Terezií zakoupil dva obytné domy. Výstavbou nové budovy kláštera pověřil stavitele Ottavia Broggia a stavbu v roce 1713 dokončili Kryštof Dientzenhofer a jeho nevlastní syn Jan Jiří Achbauer mladší (syn architekta Jana Jiřího Achbauera staršího.
Teprve roku 1719 byl klášter prohlášen za samostatný a první opatem kláštera se stal jistý kněz Michal.
Klášter byl zrušen roku 1783 v rámci náboženských reforem císaře Josefa II. a kostel uzavřen spolu s ním. Věřící si však vymohli jeho otevření a roku 1784 sem byla přenesena fara od tehdy zrušeného kostela sv. Martina ve zdi. Odtamtud pochází také renesanční cínová křtitelnice (datovaná letopočtem 1552) a gotické dveře do sakristie, pobíjené železnými pásky.
Prostory kláštera byly přebudovány na vojenská kasárna a v roce 1899 byla část klášterních budov stržena.